# 23e brigade mécanisée
Pour les articles homonymes, voir 23e brigade.
La 23e brigade mécanisée (en ukrainien : 23-ма окрема механізована бригада, abrégé en 23 ОМБр ; numéro d'unité militaire A4741) est une grande unité d'infanterie mécanisée de l'Armée de terre ukrainienne.

## Historique

### Invasion russe de l'Ukraine

#### Création
Formée à partir du 15 février 2023, la 23e brigade mécanisée est une des neuf nouvelles brigades mises sur pied en préparation de la contre-offensive ukrainienne de 2023,. Elle n'a reçu que peu d'équipements livrés par les Occidentaux : seulement des blindés légers de transport Mastiff et des véhicules blindés International MaxxPro.

#### Contre-offensive de Zaporijjia (juin - septembre 2023)
La brigade est engagée début juin avec la 31e brigade mécanisée et l'infanterie navale ukrainienne dans l'axe de Velyka Novossilka, contre les positions du 71e régiment de fusiliers motorisés et de la 37e brigade de fusiliers motorisés russes. Le 4 juin, une colonne de la 23e composée de deux chars T-64BV et six véhicules MaxxPro attaque du côté de Novodarivka. La colonne est prise entre les tirs d'artillerie, d'ATGM d'un char T-80 et les mines et subit des pertes. Avec le soutien d'éléments de la 110e brigade de défense territoriale, les hommes débarqués parviennent à prendre les positions russes mais l'ensemble des véhicules sont touchés ou détruits,,. Le 16 juin, un commandant de bataillon, Andrii Shmelyov, est annoncé comme tué au combat. En août, la brigade, après avoir traversé des champs truffés de mines, entre pour la première fois dans le village de Pryjutne. Elle est ensuite repoussée grâce à l'intervention d'unités du VDV soutenues par la 60e brigade de fusiliers motorisés russe. Au cours du reste de la contre-offensive, la 23e brigade reste en appui.

#### Secteur d'Avdiivka - Pokrovsk (novembre 2023 - mai 2024)
À partir de novembre 2023, la 23e brigade est redéployée avec les 31e brigade et 47e brigade mécanisées à Avdiïvka pour contenir l'offensive russe sur la ville. L'unité est positionnée du côté de Stepove, bombardant les positions russes à l'aide de drones FPV et repoussant plusieurs assauts mécanisés russes,. Se retirant progressivement vers le nord, elle est remplacée début avril sur le front près de Novokalynove par des éléments de la 115e brigade mécanisée. Après la conquête rapide d'Otcheretyne par les Russes le 20 avril qui enfoncent la première ligne ukrainienne, elle retourne au front, défendant la zone au sud du village avec la 47e brigade mécanisée, affrontant les 21e, 74e, 114e et 137e brigades de l'armée russe engagées dans l'offensive de Pokrovsk.

#### Bataille de Tchassiv Iar
À partir de juillet 2024, elle participe à la bataille de Tchassiv Iar. Appuyée par la 26e brigade d'artillerie, elle mène des frappes sur les positions russes à Kalina et repousse plusieurs assauts sur la rive occidentale de Tchassiv Iar.

## Organisation

### Structure
- État-major de la brigade,
  - 
    -  compagnie de protection du QG ;

  -  1er bataillon mécanisé ;
  -  2e bataillon mécanisé ;
  -  3e bataillon mécanisé ;
  -  415e bataillon de fusiliers (unité militaire A4884) ;
  -  Bataillon de chars ;
  -  Groupe d'artillerie de la brigade :
    - batterie de contrôle et d'acquisition de cibles ;
    - 1er bataillon d'artillerie automotrice [16] ;
    - 2e bataillon d'artillerie ;
    - Bataillon de lance-roquettes multiples (BM-21 Grad) ;
    - Bataillon anti-chars

  -  Bataillon antiaérien ;
  -  Compagnie de reconnaissance ;
  -  Bataillon du génie ;
  -  Bataillon logistique ;
  -  Compagnie de transmissions ;
  -  Bataillon de maintenance ;
  -  Compagnie de radar (désignation d'objectifs) ;
  -  Compagnie médicale (soins et évacuation) ;
  -  Compagnie de protection NRBC.

### Équipements
La composition de la brigade est encore peu connue mais parmi les matériels identifiés, le bataillon de chars est équipé de T-64BV mod. 2017, ses unités de mêlées de véhicules blindés International MaxxPro.